# چمن‌چکاو غربی
چمن‌چکاو غربی (نام علمی: Sturnella neglecta) نام یک گونه از سرده چمن‌چکاو است.